# Peter Frederik Steinmann (1812–1894)

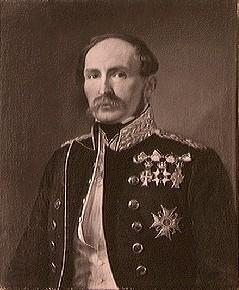
Peter Frederik Steinmann.

Peter Frederik Steinmann, född den 8 juli 1812 i Köpenhamn, död den 16 februari 1894 på Tybjerggård nära Næstved, var en dansk militär. Han var son till Peter Frederik Steinmann.
Steinmann blev löjtnant 1830 och kapten vid generalstaben 1842. Han var 1849 stabschef vid general Ryes kår i Jylland (dock inte under slaget vid Fredericia) och 1850 vid general Moltkes division i slaget vid Isted samt efter kriget vid generalkommandot i Flensborg 1851–1862. Som generalmajor (från 1860) fick Steinmann 1863 befäl över en division och anförde denna under återtåget från Dannevirke i striden vid Sankelmark den 6 februari 1864, där han själv blev sårad. I den sista kampen om Dybbølställningen den 18 april ledde Steinmann trupperna i brohuvudet, och då härens huvudstyrka därefter förlades till Fyn, fick han befälet på Als. Förgäves sökte han få sin avdelning förstärkt och var därför ur stånd att hindra öns intagande den 29 juni, men förde sina slagna trupper till Kegnæs och Fyn. Där övertog han inom kort överbefälet över hela hären, men fick aldrig tillfälle att visa sin förmåga, då kriget snart avstannade. Steinmann var sedan kommenderande general i Jylland, tills han i augusti 1874 blev krigsminister (han var emot Köpenhamns befästande till lands), en ställning, som han dock innehade knappt ett år. År 1878 återtog han sin forna befälspost i Jylland och fick 1882 avsked.